# Central Uruguay Railway Cricket Club
Central Uruguay Railway Cricket Club, kortweg C.U.R.C.C. was een voetbalclub uit Montevideo, Uruguay.

## Geschiedenis

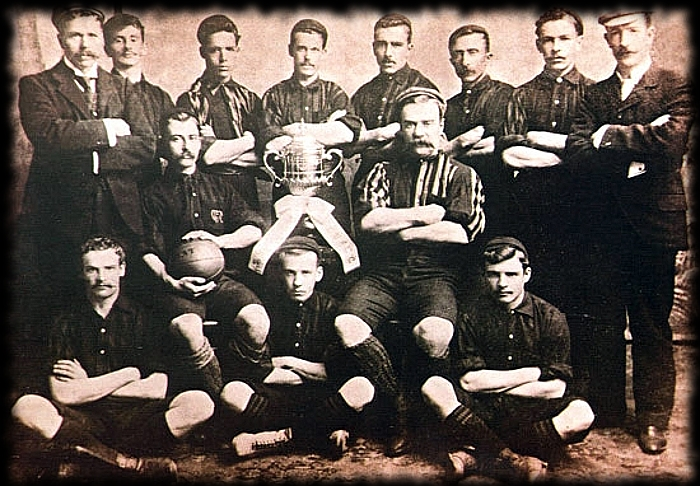
Kampioenenelftal 1900

De club werd opgericht in 1891 als voetbal- en cricketclub door Britse  spoorwegwerkers. De voetbalafdeling is de voorloper van de huidige Uruguyaanse topclub CA Peñarol. De naam Peñarol komt van de buurt Villa Peñarol waar de club zich vestigde.
In 1900 was de club een van de medeoprichters van de Uruguayaanse competitie en werd meteen kampioen. De titel werd het jaar erna verlengd. In 1902 doorbrak Nacional de hegemonie en won de titel voor CURCC. In 1903 eindigden Nacional en CURCC samen op de eerste plaats. Beide clubs speelden een beslissende wedstrijd om de titel en die won Nacional met 3:2. Twee jaar later won de club wel voor de derde keer de titel. Na een titel van de Wanderers werd de club opnieuw kampioen in 1907. Na drie jaar zonder titel won de club zijn vijfde titel in 1911
In 1912 werd een voorstel gedaan om ook leden aan te nemen die niet bij de spoorwegen werkten. Een ander voorstel was om de naam te wijzigen in CURCC Peñarol. Na financiële problemen en conflicten in het bestuur werd de voetbalafdeling zelfstandig in december 1913. De voetbalafdeling bleef de naam CURCC Peñarol behouden tot maart 1914 toen de naam CA Peñarol aangenomen werd.
Na de afscheiding van de voetballers focuste de club zich enkel op cricket tot CURCC ontbonden werd in 1915.

## Erelijst
- Landskampioen

1900, 1901, 1905, 1907, 1911

## Bekende (oud-)spelers
- Carlos Scarone